# くろがね線
くろがね線（くろがねせん）は、日本製鉄が福岡県北九州市戸畑区・八幡東区に設けている日本製鉄九州製鉄所八幡地区の八幡地区（戸畑）と八幡地区（八幡）を結ぶために敷設している専用鉄道である。日鉄物流が運行を行っている。

くろがね線の概略図

## 概要

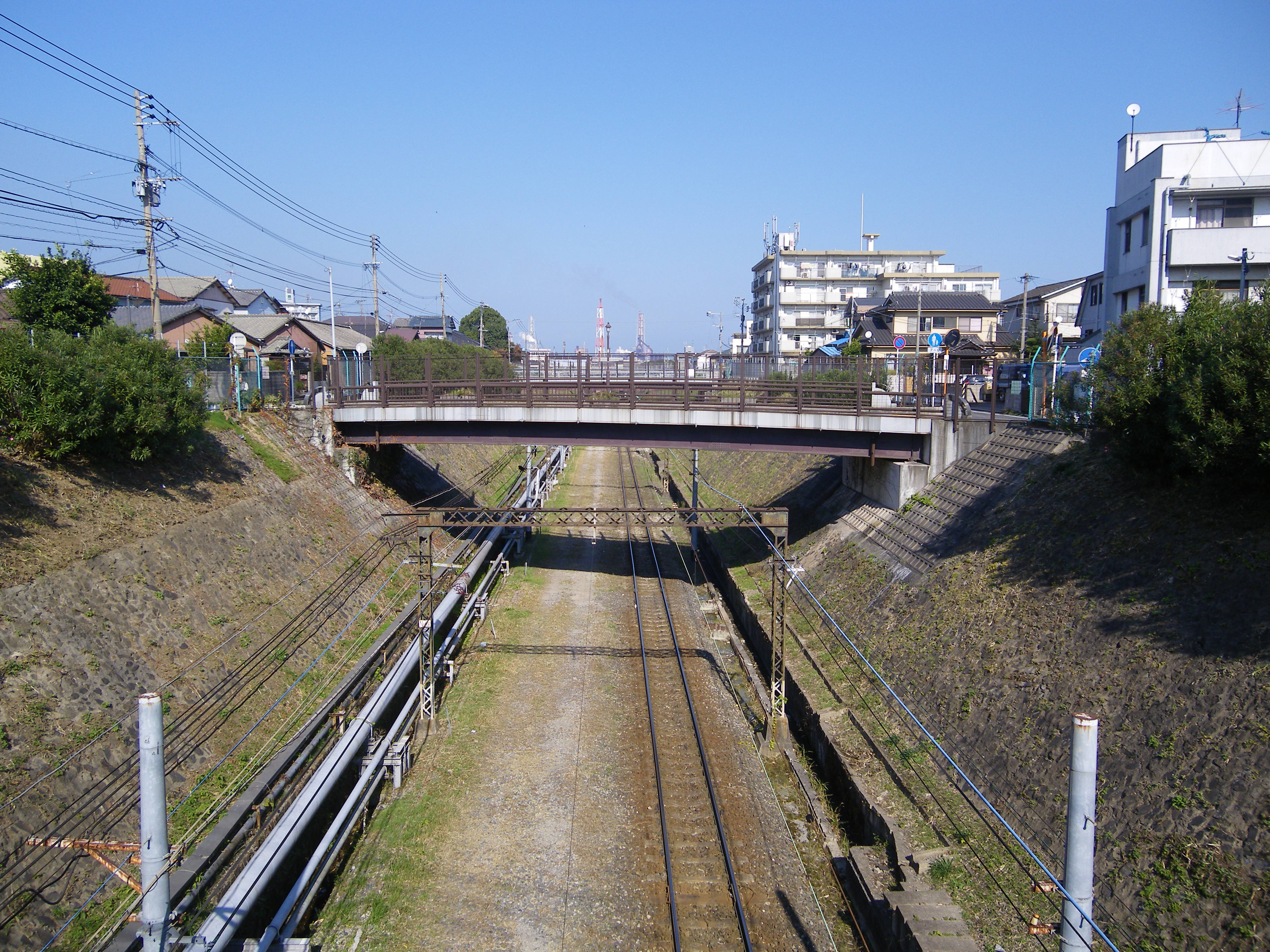
かつては複線であったが、現在片側の線路は撤去されている（戸畑区中原、2010年11月）

官営八幡製鐵所では1921年当時から、戸畑で操業していた東洋製鐵と戸畑地区で生成する熔銑を船舶で八幡へと輸送していたが、海上輸送のリスクと不経済性が指摘されていた。一方、八幡地区では鉄の製錬過程で発生する鉱滓の処理が問題化していた。これらの打開策として建設されたのが、くろがね線である。
1927年3月に起工し1930年2月に開業した。開業当初は、戸畑から八幡へは銑鉄を輸送して鉄の製錬工程の一端を担う一方、八幡から戸畑へは埋め立て用の鉱滓を輸送し八幡製鉄所戸畑地区の拡張に寄与した。
開業時は炭滓線（たんさいせん）と命名されていたが、炭滓の輸送がほとんどなくなったことから1972年に社員公募を実施し、くろがね線と名付けられた。
日本国有鉄道（現在のJR九州、JR貨物）とは運用上の繋がりのない路線ではあるものの、国鉄線を介して原料・製品輸送を行う都合上、軌間・車両限界については国鉄在来線と同等である。開業時より直流600 Vで電化されている。総延長はおよそ6 kmで、当初は輸送量も多かったことから複線であった。八幡製鉄所の戸畑地区への設備集約と八幡地区の縮小によって当路線の輸送量も減り、現在では単線化されている。途中、鹿児島本線と2回立体交差をする（スペースワールド駅 - 枝光駅間、九州工大前駅の東方）。また山を避けて敷設された鹿児島本線とは異なり、当専用鉄道は山をトンネルで突き抜けるように敷設されたが、その宮田山トンネル（総延長1,179 m）は出水に見舞われ難工事となった。

## JR線との接続

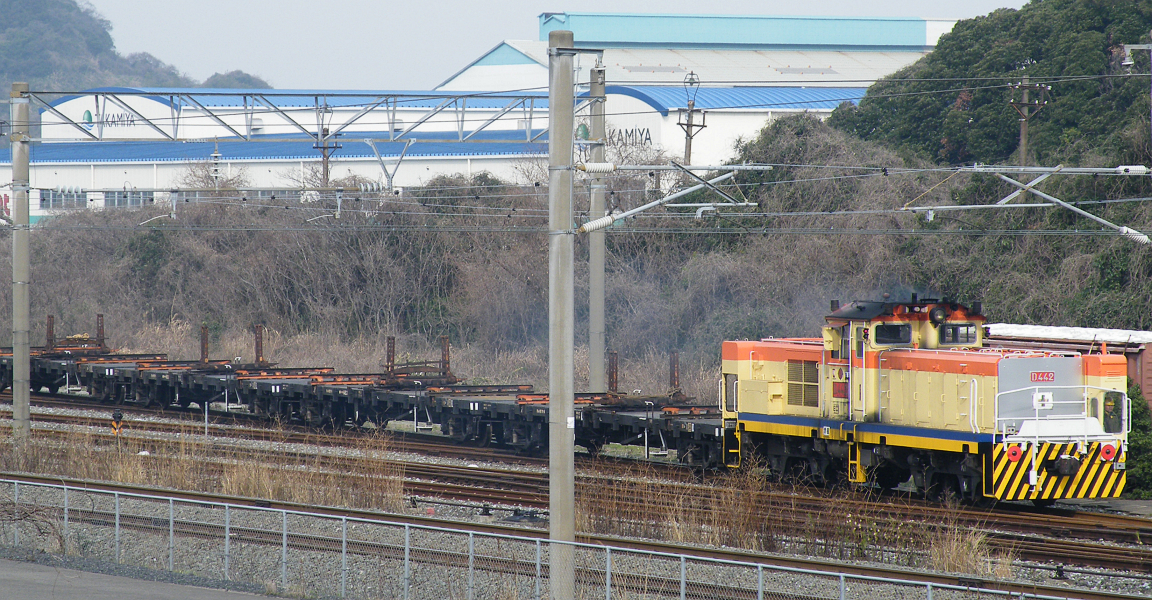
JR黒崎駅からくろがね線内へ貨車を引き込むスイッチャー（2009年1月）

くろがね線は、石灰石や鉄鋼製品などの物資輸送を目的として国鉄と専用線（引き込み線）を介して接続がなされた。くろがね線の開業に先んじて1919年（大正8年）、上戸畑信号所に専用線が設置され、東洋製鉄（現・日本製鉄九州製鉄所八幡地区）からの鉄道による貨物出荷が開始された。1927年（昭和2年）に西八幡駅、1944年（昭和19年）に枝光駅で専用線が設置され国鉄とくろがね線が専用線を介して接続した。最盛期の昭和30年代には一日数十本の列車が専用線を出入りしたという。
しかし輸送の合理化を目的に国鉄との接続駅集約が検討された。まず1966年（昭和41年）に大和工業向けの線材輸送がトラック輸送に変更され、枝光駅の専用線が廃止となった。1978年（昭和53年）には上戸畑信号場の専用線が廃止され、同年には鉄道による石灰石輸送を海上輸送に切り替えた。以上の経緯を経て、国鉄との接続は西八幡駅に集約される形となった。西八幡駅は1986年（昭和61年）に廃止されるが、黒崎駅の構内扱いで専用線は存続している。現在、JR黒崎駅と接続する専用線は旅客鉄道各社向けのレール輸送に使用されており、ディーゼル機関車が入換に用いられている。

## 運行
電気機関車が本務機として列車の先頭に立ち、ディーゼル機関車が後部補機として連結されるのが標準的な編成である。用いられる貨車には一般的な鉄道車両のようにブレーキ管が引き通されていないため、停止時のブレーキ力を得るために緩急車として後部補機が連結される。列車によっては、ディーゼル機関車2両によるプッシュプル形態や補機が連結されない場合もある。
貨車は台車（国鉄でいう長物車）が中心で、積荷は列車によって異なり、半製品のスラブやホットコイル、鉄スクラップ（鋼矢板や鉄道用レール）など多様である。日本国内ではあまり馴染みが無いが欧州各国ではよく見かける防水フード付台車が使用されているのも特徴である。
機関車は、沿線が宅地化された後に導入されたものを使用しており、防音対策が施されている。軌道は工場敷地外では切り通しや高架区間が多い。かつて複線だった頃は戸畑の第一操車場の南側に踏切が存在したが、現在では公道と交差する踏切は無い。公道と並走する区間もあるが高いフェンスが張られており、部外者の侵入を防いでいる。

## 車両

### 機関車
- 85ED-1形[6]（E8501 - E8504）
電気機関車。1976年三菱重工製。軸配置B-Bで電気方式は直流600 V。定格出力560 kVA[信頼性要検証]。運転整備重量85 t。
- 70DD-3形[2]（D704・D705）
ディーゼル機関車。1975年日本車輌製造製。軸配置B-B。機関は神鋼造機製DMF31SBを2機搭載。運転整備重量70 t。携帯用無線操作器による遠隔操縦に対応している[4]。
- 電気式ディーゼル機関車[注釈 4][7]（E1401）
2022年に導入が報じられたドイツの機関車メーカー、シャルケ・ロコモティブズ（ドイツ語版）製の電気式ディーゼル機関車。軸配置Bo’Bo’。機関出力1380 kw。運転整備重量は140 t、軸重35 t。4軸機関車としては世界最重量級で、1400 tまでの牽引に対応。防音のため、足回りはカバーで覆われている[8][7]。

### 貨車

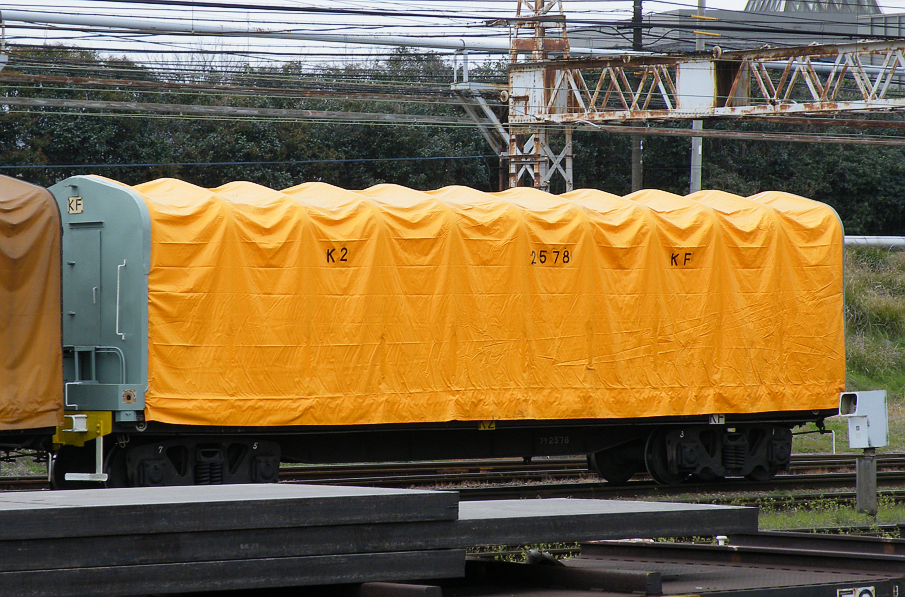
防水フード付台車[注釈 3]
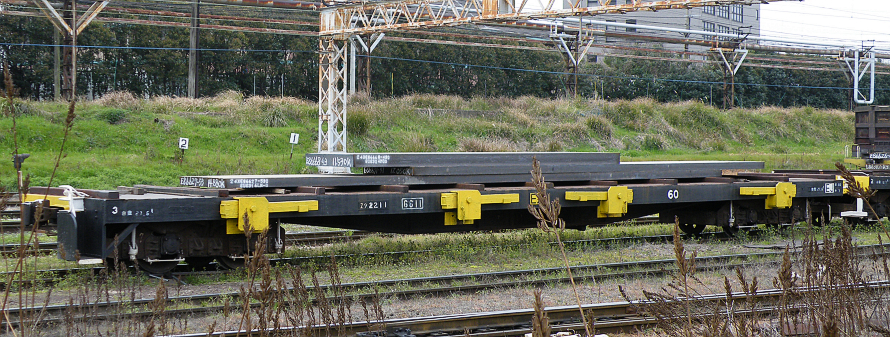
スラブ輸送用台車